# Хилснер, Леопольд
Леопольд Хилснер (или же Гилснер, Гильзнер, чеш. Leopold Hilsner, нем. Leopold Hülsner, 10 июля 1876[…], Польна[…] — 8 января 1928 или 9 января 1928[…], Вена) — австро-венгерский подданный, еврей по происхождению, фигурант судебного процесса, вызвавшего резонанс в королевстве Богемия, известного как «дело Хилснера».

## Биография
Происходил из бедной еврейской семьи из Польны, которая, однако, имела право проживания в Вельке-Мезиржичи. Его мать усердно работала в еврейской общине. Хилснер был не очень умён и не образован (учился в немецкой еврейской школе и после её окончания некоторое время был учеником сапожника) и небрежным в религиозных вопросах, даже подумывал о обращении в христианство. Тот никогда не работал, перебивался разными заработками, был на содержании у матери, а также просил милостыню и часто бродил по Польне. Жил в доме № 532 напротив синагоги, где находилось общежитие для городской бедноты.

### Обвинения в убийствах
В среду, 29 марта 1899 года, была убита девятнадцатилетняя швея, католичка Анежка Грузова из деревни Мала Вежнице. На убитую женщину напали на дороге, ведущей из Польны в Малую Вежнице, где преступник задушил её веревкой, несколько раз ударил её камнем по голове и оттащил без сознания в ближайший лес, где перерезал ей горло. Несмотря на то, что труп Грузовой был найден в почти обнаженном виде, судмедэксперты доктора Михалек и Прокеш, исключили изнасилование. После проведения вскрытия, они также заявили, что убитая была практически полностью обескровлена, что не соответствовало сравнительно небольшому количеству крови, обнаруженному на месте преступления. Оба также настаивали на том, что к преступлению было причастно несколько человек, исходя из метода убийства.

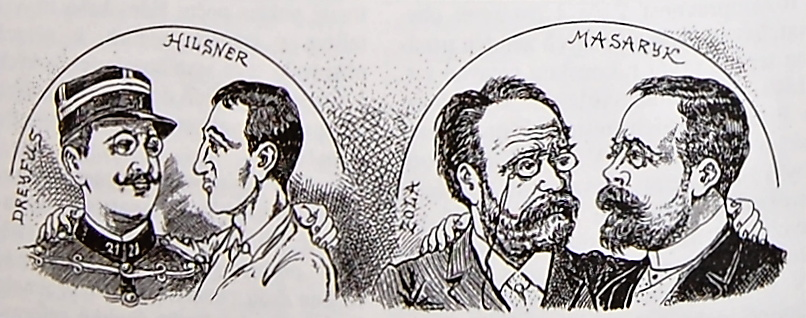
Карикатура, показывающая сходство между делом Хилснера и делом Дрейфуса, опубликованная в журнале Humoristické listy в 1900 году.

Помимо родственников жертвы и её знакомые показали, что убитая беспокоилась из-за Хилснера, поскольку, по их словам, он несколько раз преследовал её по дороге с работы домой. Сам же тот не имел хорошую репутацию из-за своего образа жизни. В ходе допроса в его показаниях выявился ряд принципиальных нестыковок, что и привело к его аресту.
Суд над Хилснером начался в сентябре 1899 года в Кутной Горе. Сторону обвинения представлял Антонин Шнайдер-Свобода, сторону защиту – доктор Зденек Ауржедничек. Семью жертвы представлял адвокат и политик Карел Бакса. В ходе следствия и суда выяснилось, что Хилснер солгал о своём алиби, более того, по словам свидетелей, незадолго до убийства его видели в компании двух неизвестных молодых людей недалеко от места преступления, а вскоре после этого он переоделся в другую одежду. Кроме того, ранее он угрожал расправой своей бывшей девушке и, по словам свидетелей, носил с собой большой нож, который после убийства не был найден. Хотя Хилснер всячески это отрицал, решающий удар по защите был нанесен обнаружением его брюк, спрятанных в синагоге в Велке-Мезиржиче, на которых были многочисленные следы, которые эксперты признали человеческой кровью (только через два года Пауль Уленгут разработает метод биологической дифференциации белков для определения различных видов крови). Возражение защиты о том, что эксперты не доказали, что это была человеческая кровь, и ходатайство об отсрочке повторной экспертизы и дальнейшей экспертизы были отклонены. Несмотря на то, что Хилснер первоначально отрицал, что у него когда-либо были брюки, в конечном итоге масса улик заставила его признать, что они принадлежали ему. При этом он не смог достоверно объяснить, откуда на них взялась человеческая кровь.
Был признан виновным в соучастии в убийстве и приговорен к смертной казни. Кассационный суд отменил приговор и передал дело в суд города Писек на новое рассмотрение. Однако, суд в Писеке вынес тот же приговор, что и суд в Кутной Горе, который также обвинил Хилснера в участии в до сих пор необъяснимом убийстве Марии Климовой, произошедшем почти в том же месте годом ранее, в 1898 году. Официально, ему не было предъявлено обвинение в ритуальном убийстве, а только за участие в убийстве на сексуальной почве. Император Франц Иосиф I помиловал его и заменил смертную казнь на пожизненное заключение. Следующие 18 лет он провел в мужской тюрьме в Праге в Панкраце, затем в марте 1918 года был помилован последним австро-венгерским императором Карлом I.
Хилснер был осужден только на основании показаний и косвенных улик, которые также полностью отсутствовали в деле об убийстве Марии Климовой. Ни добиться его признания, ни раскрыть его сообщников, ни доказать его причастность к убийствам прямыми доказательствами так и не удалось. С другой стороны его очевидная ложь не помогала ему во время процесса. Таким образом, несмотря на всю несостоятельность обвинения, Леопольд Хилснер остался единственным законно осуждённым убийцей Анежки Грузовой и Марии Климовой.
Дело получило широкую огласку главным образом потому, что общественность распространила версию истории о ритуальном убийстве. Хотя в официальном обвинении и приговоре об этом не было сказано ни слова, информация о обескровлении жертвы очень быстро распространилась среди людей. Более того, впечатление от этой новости усиливалось тем, что Анежка Грузова была девственницей-христианкой и её убийство якобы произошло во время еврейского праздника Песах. На рубеже XIX и XX веков евреи представляли непопулярное меньшинство в Богемии, поэтому негативная реакция общества на предполагаемое ритуальное убийство достигла поистине массовых размеров. Против версии ритуального убийства, публично выступил профессор пражского университета, политик и депутат Рейхсрата (в будущем президент Чехословакии) Томаш Гарриг Масарик. Jднако его мнение на процесс не нашло в его время многих сторонников. Наоборот, он получил огромную волну критики и публичных нападок в свой адрес.

### Освобождение и последние годы
После проведённых в заключении 18 лет, 24 марта 1918 года, Хилснер, с подорванным здоровьем, был освобождён на основании помилования императора Карла I. Он так и не реабилитировал, ему не выплатили компенсацию, суд так и не пересмотрел его дело. После освобождения жил в Вельке-Мезиржичи, Праге и Вене, где в 1920-е годы зарабатывал на жизнь разносчиком под изменённой фамилией Хеллер (Геллер), финансово его поддержаивала венская еврейская община.
В архиве президентской канцелярии берлинский врач Петр Вашичек нашел документы о том, что Хилснер отправлял Масарику фальшивое объявление о свадьбе, согласно которому он женится на учительнице в Вене. При этом он попросил у Масарика финансовую помощь и тот якобы ему ответил положительно. Позже выяснилось, что никакой свадьбы не было. Часто сообщается, что Хилснер женился, но эта информация не соответствует действительности.
Скончался 9 января 1928 года, в возрасте 51 года, в венской больнице предположительно от рака толстой кишки. Был похоронен на центральном кладбище. Через некоторое время его надгробие снесли, а в 2000 году было восстановлено .

## Попытки реабилитации
С 1996 года доктор медицинских наук Петр Вашичек безуспешно пытается пересмотреть процесс и реабилитировать имя Хилснера. По его инициативе 25 апреля 2002 года была установлена мемориальная доска на доме, где он жил в 1920-е годы.
В 2020 и 2024 году чешская прокуратура отказалась вновь открывать дело Хилснера, ссылаясь на то, что доказательства представленные организациями и частными лицами, были ранее известны суду на момент вынесения приговоров.

## В культуре
- В 1919 году был снят художественный фильм «Дело Хилснера», в главной роли которого сыграл сам Хильснер.
- Чешское телевидение в 2015 году сняло фильм, который впервые был показан на телеэкранах в январе 2016 года под названием «Преступление в Польне»[15].